# Double Springs, Alabama
Double Springs este un oraș și sediul comitatului Winston din statul Alabama al Statelor Unite ale Americii.